# Matthias Saxtorph
Matthias Saxtorph, född 1 juni 1740 i Mejerup socken vid Holstebro, död 29 juni 1800, var en dansk läkare. Han var far till Johan Sylvester Saxtorph.
Saxtorph var prästson och yngst i en stor syskonskara. Vid fem års ålder avled båda föräldrarna i tyfus. Fram till sitt tionde år var han placerad hos en borgare i Holstebro och kom därefter till Köpenhamn, där en äldre bror tog sig an honom och 1756 privat dimitterade honom till universitetet. Han studerade först teologi och naturvetenskap, men övergick efterhand till att studera läkarvetenskap och tog medicine doktorsgraden 1765. Inledningsvis nöjde han dock med att börja som medicinsk kandidat på Frederiks Hospital i Köpenhamn, där han med iver kastade sig över den praktiska medicinen och särskilt studiet av obstetrik i den till sjukhuset knutna barnbördshuset (Fødselsstiftelsen). Han fick utmärkt undervisning av Christian Johan Berger och var redan 1764 i stånd till att utge en främst för barnmorskeutbildning avsedd skrift: Erfaringer samlede på det frie Jordemoderhus ang. den fuldstændige Fødsel samt dens theoretiske Lærdom (Sorø 1764; tysk översättning 1766). Åren 1767–1770 företog han med kungligt stipendium en studieresa med huvudsaklig vistelse i Wien, Strassburg och Paris, på vilken han särskilt ägnade sig åt den praktiska medicinen och i sistnämnda stad i synnerhet studerade obstetrik under detta facks dåvarande store banbrytare André Levret. 
I slutet av 1770 kom han hem och gjorde sig snabbt gällande som en av den danska läkarvetenskapens mest begåvade unga ledare; han var därför också självskriven till att bli en av Det medicinske selskabs stiftare (1772). Det som fick störst betydelse var dock att situationen var mycket gynnsam för honom då han kom hem. Hans lärare Berger hade under Johann Friedrich Struensees tid blivit upptagen på olika sätt och önskade att dra sig tillbaka från sin obstetriska verksamhet, och efter att Saxtorph i början av 1771 under Bergers presidium hade försvarat sin doktorsavhandling, en vidareutveckling av mästarens banbrytande lära om den normala förlossningsmekanismen, övertog han få dagar senare Bergers stadsackuschörämbete i Köpenhamn och kort därefter även "under ständig tillsyn och direktion av livmedikus, professor Berger" själva ackuschörverksamheten i Frederiks Hospitals barnbördshus; redan samma år anställdes han vid det nya, under Bergers direktion stående vårdhemmet för späda barn (Plejestiftelsen) i det stadsdistrikt, varmed läkartjänsten vid det nyligen utbyggda Almindelig Hospital var förbunden. År 1773 avgick Berger definitivt även från universitetet och Saxtorph utnämndes då till professor medicinæ designatus. Han förblev Bergers förtrogne under den följande tidens ständiga strider med kirurgerna. Med dessa tjänster förenade han 1775 läkartjänsten (reservemedikus) på Frederiks Hospital. 
Det var så gott som uteslutande obstetriken som Saxtorph under sin professorstid ägnade sig, och han intog en mycket framstående ställning vid universitetet som ackuschör, som lärare och som vetenskaplig författare. Från en rad länder strömmade studenter för att ta del av hans undervisning i ämnet, särskilt från 1787, då barnbördshuset genom änkedrottning Juliana Maria av Braunschweig-Wolfenbüttels gåvobrev hade fått sin egen ansenlig byggnad, som för sin tid blev mycket ändamålsenligt inredd under ledning av en kunglig kommission, av vilken Saxtorph var en verksam medlem. Användandet av den oskadliga förlossningstången, 1700-talets största uppfinning på obstetrikens område, kunde de studerande ingen annanstans lära sig grundligare och bättre än hos Saxtorph, som själv hade konstruerat ett instrument, som hade väsentliga fördelar framför de förlossningstänger som då användes i Frankrike och England. De fick lära sig en försiktig operativ förlossningshjälp; ty han följde inte sin franske lärare i hans operationsiver, utan blev trogen den lära, som han mottagit av Berger, och inskärpte först och främst att utreda den naturliga förlossningsmekanismen och respektera naturens egna ändamålsenliga ansträngningar. På denna punkt utmärkte sig Saxtorphs klinik sig framför de allra flesta utländska. 
Men vad som främst gjorde Saxtorphs namn berömt och betydelsefullt för obstetrikens utveckling var hans viktiga författarskap både i särskilt utkomna skrifter och i avhandlingar, tryckta i det Kongl. Medicinske Selskabs Acta och i Videnskabernes Selskabs Skrifter. Här kan nämnas hans schematiskt avfattade Plan til Forelæsninger over Jordemodervidenskaben I-II (1772–1773) och hans därtill anslutande elementär-didaktiska barnmorskeböcker (Kort Udtog af Fødselsvidenskaben, 1776, Nyeste Udtog af Fødselsvidenskaben for Jordemødre, 1790), vilka i översättningar under lång tid blev använda även utanför Danmarks gränser. Framstående vetenskaplig betydelse hade de flesta av hans avhandlingar; särskilt kan nämnas hans omfattande avhandling i Videnskabernes Selskabs Skrifter: Om den Tilvæxt, Forbedring og Nytte, som Fødselsvidenskaben har vundet i Danmark ved Fødselshospitalets Stiftelse i Kjøbenhavn (utkom även separat 1782), i vilken han även ger en utförlig framställning om obstetrikens historia i Danmark. År 1803 utgav Poul Scheel hans Gesammelte Schriften geburtshülflichen und physiologischen Inhalts med en inledande biografi. 
Under sina sista professorsår höll han också regelbundna föreläsningar i deskriptiv anatomi och utgav i anslutning därtill en Osteologi til Brug ved Forelæsninger (1800), vilken har särskilt intresse genom att vara det första systematiska försöket att införa en dansk nomenklatur på detta område. År 1776 blev han medlem av den med anledning av ”indfødsrettens” införande tillsatta, mot de kirurgiska särintressena fientliga kommissionen till stöd för den danska kirurgin, 1780 blev han medlem av Videnskabernes Selskab, 1781, ehuru endast ”reservemedikus” medlem av direktionen för Frederiks Hospital, 1784 utnämndes han till justitsråd, 1792 till etatsråd, men först 1795 fick han en tjänst som professor medicinæ ordinarius, och året därpå valdes han till universitetets rektor. Han avled plötsligt av slaganfall 1800.